# Guazhou
För andra betydelser, se Guazhou (olika betydelser).
Guazhou, före 2006 benämnt Ansi (kinesiska: 安西县?, pinyin: Ānxī xiàn), är ett härad inom Jiuquans stad på prefekturnivå i provinsen Gansu i nordvästra Kina.
Guazhou är indelat i tio köpingar (varav en etnisk minoritetsköping), fem socknar (varav tre etniska minoritetssocknar)  och en administrativ enhet på sockennivå.
Köpingar (zhen):

- Guazhou (瓜州镇)
- Hedong (河东镇)
- Liuyuan (柳园镇)
- Nancha (南岔镇)
- Sandaogou (三道沟镇)
- Shuangta (双塔镇)
- Suoyangcheng (锁阳城镇)
- Xihu (西湖镇)
- Yuanquan (渊泉镇)

Etnisk minoritetsköping: 
- Yaozhanzi Yāozhànzi Dōngxiāngzú Zhèn (腰站子东乡族镇) (för dongxiang-folket)

Socknar (xiang):

- Bulongji (布隆吉乡)
- Lianghu (梁湖乡)

Etniska minoritetssocknar: 
- Guangzhi Guăngzhì Zàngzú Xiāng (广至藏族乡) (för tibetaner)
- Qidun (七墩回族东乡族乡) Qīdūn Huízú Dōngxiāngzú Xiāng (för hui-folket och dongxiang-folket)
- Shahe Shāhé Huízú Xiāng (沙河回族乡) (för hui-folket)

Område på sockennivå:
- Guóyíng Xiăowăn Nóngchăng jordbruk (国营小宛农场)